# Клірв'ю-Ейкерс (Вайомінг)
Клірв'ю-Ейкерс (англ. Clearview Acres) — переписна місцевість (CDP) в США, в окрузі Світвотер штату Вайомінг. Населення — 758 осіб (2020).

## Географія
Клірв'ю-Ейкерс розташований за координатами 41°35′3″ пн. ш. 109°16′48″ зх. д. / 41.58417° пн. ш. 109.28000° зх. д. (41.584237, -109.279971).  За даними Бюро перепису населення США в 2010 році переписна місцевість мала площу 3,13 км², уся площа — суходіл.

## Демографія
Згідно з переписом 2010 року, у переписній місцевості мешкало 795 осіб у 289 домогосподарствах у складі 213 родин. Густота населення становила 254 особи/км².  Було 305 помешкань (97/км²).
Расовий склад населення:
| - 83,3 % — білих - 2,4 % — корінних американців - 1,1 % — чорних або афроамериканців - 1,1 % — азіатів - 9,6 % — осіб інших рас |

До двох чи більше рас належало 2,5 %. Частка іспаномовних становила 25,2 % від усіх жителів.
За віковим діапазоном населення розподілялося таким чином: 27,0 % — особи молодші 18 років, 60,5 % — особи у віці 18—64 років, 12,5 % — особи у віці 65 років та старші. Медіана віку мешканця становила 37,7 року. На 100 осіб жіночої статі у переписній місцевості припадало 106,0 чоловіків;  на 100 жінок у віці від 18 років та старших — 107,1 чоловіків також старших 18 років.
Середній дохід на одне домашнє господарство  становив 59 731 долар США (медіана — 51 308), а середній дохід на одну сім'ю — 64 398 доларів (медіана — 52 413). 
Цивільне працевлаштоване населення становило 488 осіб. Основні галузі зайнятості: роздрібна торгівля — 17,6 %, сільське господарство, лісництво, риболовля — 16,8 %, будівництво — 15,0 %.